# Danilo Petrucci
Danilo Carlo Petrucci (sinh ngày 24 tháng 10 năm 1990) là một tay đua MotoGP người Italia. Petrucci từng nhiều lần giành chiến thắng chặng đua MotoGP. Mùa giải 2021, anh thi đấu cho đội đua Tech3 KTM.

## Sự nghiệp
Trước năm 2012: Petrucci thi đấu ở các giải Superstock. Thành tích tốt nhất của anh là Á quân giải Superstock 1000 Cup năm 2011.
Mùa giải 2012-2014: Petrucci chuyển sang thi đấu thể thức MotoGP cho đội đua IodaRacing. Anh không có kết quả quá cao trong thời kỳ này. Nửa đầu mùa giải 2014, Petrucci phải nghỉ 4 chặng do chấn thương ở GP Tây Ban Nha.
Mùa giải 2015-2018: Petrucci thi đấu cho đội đua Pramac, một vệ tinh của Ducati. Ngay ở mùa giải 2015, Petrucci đã có lần đầu lên podium với vị trí thứ nhì ở một cuộc đua dưới cơn mưa Silverstone-GP Anh.
Năm 2016, Petrucci bị chấn thương ở đợt thử xe trước mùa giải nên phải nghỉ nhiều chặng đua đầu mùa, anh cũng không có thêm podium nào ở mùa giải này.
2017 là mùa giải mà Petrucci có nhiều lần lên podium nhất với 4 lần. Mùa giải 2018, anh có 1 lần podium ở GP Pháp.
Mùa giải 2019-2020: Năm 2019 Petrucci chuyển lên đội đua xưởng Ducati, ở đây anh là đồng đội với Andrea Dovizioso. Anh có chuỗi 3 podium liên tiếp ở các chặng đua GP Pháp, GP Italia và GP Catalunya. Trong số đó thì đặc biệt nhất là podium trên sân nhà GP Italia cũng chính là chiến thắng MotoGP đầu tiên trong sự nghiệp của Petrucci.
Sang mùa giải 2020, Petrucci có chiến thắng thứ hai trong sự nghiệp ở GP Pháp.
Mùa giải MotoGP 2021: Petrucci chuyển sang đội đua Tech 3 KTM. Kết quả tốt nhất ở nửa đầu mùa giải của anh là vị trí thứ 5, cũng ở GP Pháp.

## Thống kê thành tích
(Tính đến hết chặng đua GP Hà Lan 2021)
| Năm  | Giải đua                             | Đội đua                     | Xe         | Races | Poles | Wins | Điểm | Kết quả |
| ---- | ------------------------------------ | --------------------------- | ---------- | ----- | ----- | ---- | ---- | ------- |
| 2007 | European Superstock 600 Championship | Imperiale Moto              | Yamaha     | 3     | 0     | 0    | 8    | 27th    |
| 2008 | European Superstock 600 Championship | Team Trasimeno              | Yamaha     | 9     | 2     | 0    | 83   | 7th     |
| 2009 | European Superstock 600 Championship | Yamaha Italia Jr. Trasimeno | Yamaha     | 10    | 4     | 3    | 146  | 4th     |
| 2010 | Superstock 1000 Cup                  | Team Pedercini              | Kawasaki   | 10    | 0     | 0    | 63   | 9th     |
| 2011 | Superstock 1000 Cup                  | Barni Racing Team           | Ducati     | 10    | 6     | 4    | 169  | 2nd     |
| 2012 | MotoGP                               | Came IodaRacing Project     | Ioda       | 12    | 0     | 0    | 9    | 19th    |
| 2012 | MotoGP                               | Came IodaRacing Project     | Ioda-Suter | 6     | 0     | 0    | 18   | 19th    |
| 2013 | MotoGP                               | Came IodaRacing Project     | Ioda-Suter | 18    | 0     | 0    | 26   | 17th    |
| 2014 | MotoGP                               | IodaRacing Project          | ART        | 14    | 0     | 0    | 17   | 20th    |
| 2015 | MotoGP                               | Pramac Racing               | Ducati     | 18    | 0     | 0    | 113  | 10th    |
| 2016 | MotoGP                               | Pramac Racing               | Ducati     | 14    | 0     | 0    | 75   | 14th    |
| 2017 | MotoGP                               | Pramac Racing               | Ducati     | 18    | 0     | 0    | 124  | 8th     |
| 2018 | MotoGP                               | Pramac Racing               | Ducati     | 18    | 0     | 0    | 144  | 8th     |
| 2019 | MotoGP                               | Ducati Team                 | Ducati     | 19    | 0     | 1    | 176  | 6th     |
| 2020 | MotoGP                               | Ducati Team                 | Ducati     | 14    | 0     | 1    | 78   | 12th    |
| 2021 | MotoGP                               | Tech3 KTM Factory Racing    | KTM        | 9     | 0     | 0    | 26*  | 17th*   |

*Mùa giải vẫn đang diễn ra